# Casino dei Boschi
El casino dei Boschi es un edificio neoclásico, ubicado dentro del parque natural regional Boschi di Carrega en via Olma 2 en Sala Baganza, en la provincia de Parma.

## Historia

### SigloXVI
En el siglo XVI los bosques pertenecían a los condes de Sala Baganza Sanvitale, pero en 1612 fueron confiscados al Conde Alfonso por el Duque de Parma Ranuccio I Farnese, por su supuesta participación en la conspiración de los señores feudales que llevó a la sentencia de muerte de numerosos nobles de Parma.

### Siglo XVIII
Si bien parte de las tierras fue dividida y enajenada en las décadas siguientes, el bosque siguió siendo coto de caza de los duques Farnesio y, a partir de 1731, de los Borbones.
La duquesa María Amalia, esposa del duque Fernando de Borbón, encargó en 1775 al arquitecto de la corte Ennemond Alexandre Petitot la reconstrucción del pabellón de caza que se alzaba en el centro de la finca; en el sitio del edificio preexistente se construyó una elegante residencia ducal neoclásica, con un oratorio de torre contiguo, terminado en 1789.

### Siglo XI
En 1819 la Duquesa María Luigia compró el bosque y el Casino y encargó la ampliación del edificio al arquitecto Nicola Bettoli, quien demolió la torre, añadió la larga columnata, conocida como "Prolunga", y el "Casinetto", con el interior teatro de la corte, levantó y amplió la villa, concluyendo las obras en 1826.
Al año siguiente, la duquesa compró la cercana finca Ferlaro, donde hizo que el arquitecto Paolo Gazola construyera una villa para sus dos hijos, Albertina y Guglielmo di Montenuovo, con su esposo morganático Adam Albert von Neipperg, también encargó al jardinero Carlo Barvitius la construcción, dentro de la finca, de un grandioso parque de estilo inglés, muy rico en plantas monumentales de los Apeninos de Parma, los Alpes de Trentino y países exóticos; además de los caminos rectilíneos preexistentes, también se trazaron numerosos caminos con formas curvilíneas, para conectar el Casino, el Ferlaro y los numerosos edificios de servicios a Collecchio y Sala Baganza; las obras, finalizadas en 1832, permitieron también la creación de una majestuosa avenida de cedros entre las dos villas.
En 1835 la Duquesa donó la inmensa finca de más de 2 a la Cámara Ducal de Parma 000 hectáreas, que a su muerte en 1847 pasó a los duques de Borbón; tras la unificación de Italia, la propiedad pasó a la familia Saboya, que en 1870 la cedió en gran parte al ingeniero Severino Grattoni como compensación por el diseño y dirección de obra del túnel ferroviario de Frejus.
En 1881 la viuda del ingeniero vendió la finca a los príncipes Carrega di Lucedio, que venían de Génova.

### SiglosXXyXXI
En la primera mitad del siglo XX la gran propiedad se dividió entre los herederos y se vendió en parte. El Casino dei Boschi quedó en manos de los príncipes Carrega, quienes alquilaron parte de la "Prolunga" y la "Corte rustica", también conocida como el "Ghetto", a unas 30 familias; allí también se establecieron algunas actividades artesanales, que con algunas ampliaciones y adiciones modificaron de manera incongruente esa parte del conjunto; los últimos habitantes abandonaron el lugar después de 1960, mientras el Casino se hundía en la decadencia. El terremoto del 9 de noviembre de 1983 provocó grandes daños en la estructura, que quedó parcialmente inutilizable.
En 1994, la familia Carrega vendió el "Casinetto" al Consorcio del Parque Natural Regional Boschi di Carrega, que se encargó de su restauración; En los años siguientes, la institución también compró el parque frente a la villa, que desde entonces ha estado abierto al público, y algunas partes del complejo, incluida la "Extensión norte" y la "Pequeña casa de hielo". Con excepción de una parte de la "ampliación Sur", que aún está habitada, el resto del edificio permaneció en condiciones precarias, tanto que indujo a un grupo de personas a formar un comité destinado a salvaguardar la estructura del derrumbe; en 2014 se recogieron 5 567 votos en el censo del proyecto "Lugares del Corazón" promovido por el Fondo Ambiente Italiano, al que al año siguiente el Príncipe Raffaele Carrega Bertolini manifestó su voluntad de donar el Casino para permitir su restauración, con un presupuesto estimado coste de 25 millones de euros.

## Descripción
El enorme parque se desarrolla en una zona montañosa entre los centros de Talignano, Pontescodogna, Collecchio, Sala Baganza y San Vitale Baganza; está atravesado por una serie de avenidas curvilíneas y rectas, dos de las cuales conducen al Casino dei Boschi, ubicado en una posición casi central dentro de la propiedad; el gran complejo consta de la villa, la "Prolunga" con el "Casinetto" central, la "Corte rustica" o "Ghetto", la "Casa de Piedra" y las neveras.

### Villa

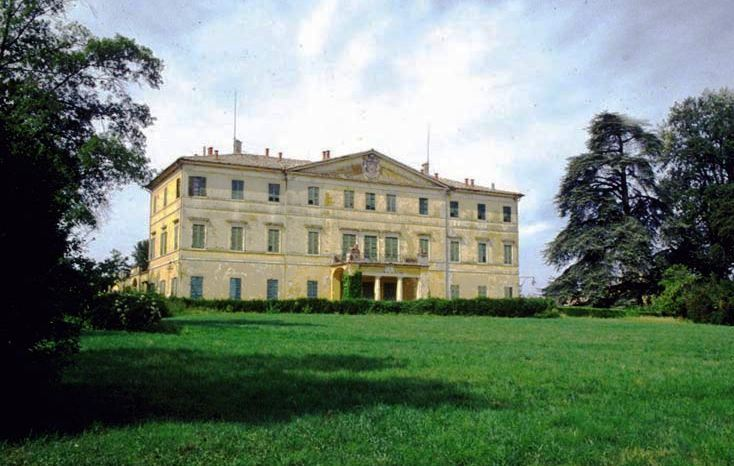
La fachada de la villa vista desde el jardín monumental

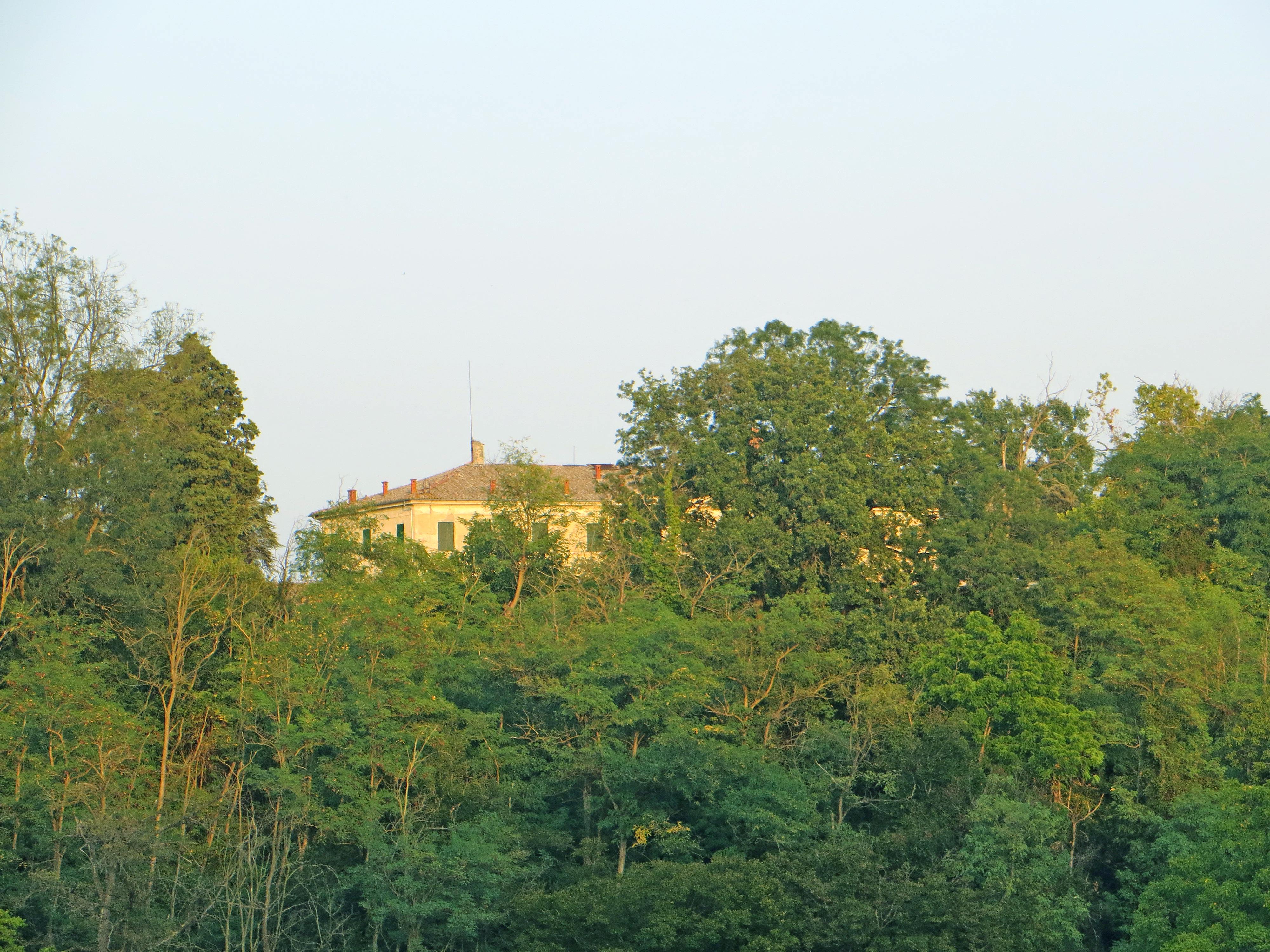
La parte trasera de la villa vista desde el bosque de Carrega

La villa, desarrollada sobre una superficie total de unos 3 000 m², se compone del edificio residencial delantero, elevado en tres niveles, y el edificio trasero de una sola planta, dividido por un patio interior rodeado por una columnata.
La fachada principal simétrica, enteramente enlucida como el resto de la estructura, se divide verticalmente en tres partes, de las cuales la central en un muy ligero voladizo; en el medio hay tres grandes portales de entrada precedidos por un pórtico, sostenido por dos macizos pilares en los extremos y por dos columnas rematadas con capiteles dóricos en el centro, que sostienen el balcón del piso superior; en este último hay tres ventanas francesas delimitadas por cornisa y arquitrabe superior, a semejanza de los vanos laterales; pares de hileras de cuerdas separan los tres niveles, mientras que un gran frontón triangular se eleva hasta la parte superior, en el centro del cual se encuentra un gran escudo de armas del Ducado de Parma, Piacenza y Guastalla en la época de la duquesa María Luigia.
Las líneas de la fachada continúan también en los alzados laterales y posteriores, en cuyo centro se encuentra un tímpano menor. En la parte posterior, el pequeño patio cuadripórtico se asoma a ambos lados a través de una columnata dórica rematada por una terraza, en continuidad con el cuerpo posterior de una sola planta, que contiene un pequeño oratorio y otras dependencias de servicio.
En el interior, la villa conserva numerosas salas decoradas con estucos y frescos que datan del siglo XVIII, incluida una pequeña sala encargada por la duquesa María Amalia; cubierta por tres bóvedas de crucería, separadas por arcos de medio punto sostenidos por pilastras perimetrales; las superficies están ricamente decoradas con pinturas de Fortunato Rusca y Pietro de Lama basadas en un diseño de Benigno Bossi.

### Prolunga
El larguísimo edificio conocido como "Prolunga", desarrollado sobre una superficie total de unos 3 800 m², se extiende de sur a norte a partir de la parte trasera de la villa, pasando el "Casinetto" central para llegar al "Ghetto".
La estructura, originalmente destinada a albergar las áreas de servicio, la lavandería, las dependencias del servicio, la casa de huéspedes y las actividades artesanales, se utilizó posteriormente como sede de las oficinas administrativas y las caballerizas y finalmente se transformó parcialmente en residencias, todavía parcialmente presentes. del "Ensanche Sur" perteneciente a los príncipes Carrega; varias partes del edificio, abandonadas, se encuentran en un estado de profunda descomposición.
Elevada en uno o dos niveles, la "Prolunga" se caracteriza por la presencia del largo pórtico sostenido por columnas dóricas, provenientes del palacio Colorno.

### Casinetto

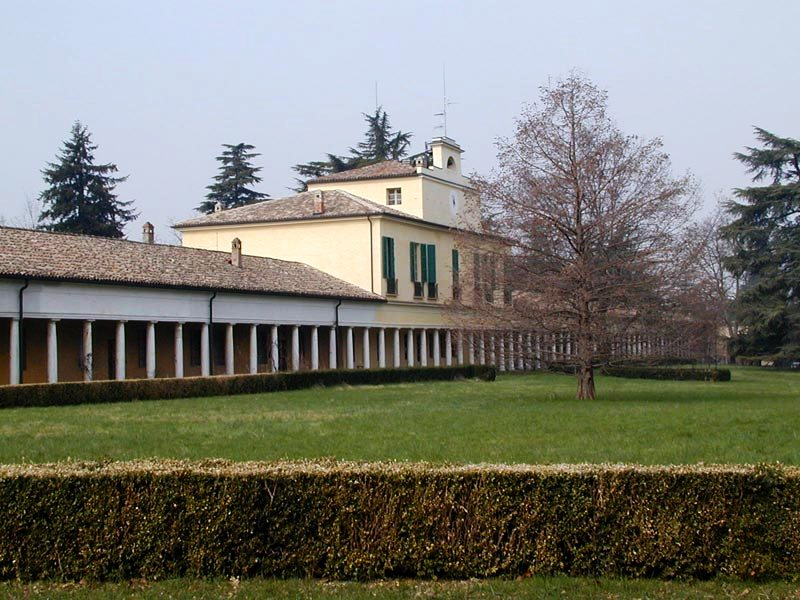
El Casinetto en el centro de la Prolunga

Desarrollado en un área total de alrededor de 1 000 m², se encuentra en el centro de la Prolunga.
La estructura, originalmente concebida como teatro de la corte, pertenece desde 1994 al Consorcio del Parque Natural Regional Boschi di Carrega, del cual alberga las oficinas administrativas y el museo de los Bosques y el Territorio, incluida la xiloteca histórica de la Príncipes de Carrega, una exposición micológica y algunos objetos de la tradición campesina de la colección de Pietro Miodini.
El edificio simétrico se levanta, en continuidad con la columnata de la "Prolunga", en tres niveles sobre rasante; el primer piso da al jardín monumental con una serie de puertas-ventanas con balcones, mientras que en la parte superior se levanta en el centro una torre con un reloj y, como remate, un frontón escalonado con espadaña central.

### Ghetto
La "Corte rustica" o "Ghetto", desarrollada sobre una superficie total de unos 3 800 m², se extiende, adyacente a la "extensión norte", alrededor de un patio central accesible desde el jardín monumental a través de un portal arqueado.
La estructura, construida en el siglo XVIII, fue ampliada hacia el este entre mediados del siglo XIX y principios del XX; posteriormente fue utilizado como sede de algunas actividades artesanales y nuevamente modificado hacia mediados de siglo con la adición de varias superfecciones; posteriormente abandonado, se encuentra en un estado de profunda decadencia.
Los edificios rústicos, enteramente revocados, se desarrollan en uno o dos niveles, en parte precedidos por pórticos arqueados.

### Casa de Piedra
Se esarrolla sobre un área total de unos 950 m², y se extiende, aislado, al norte de la "Corte rustica".
Construida en 1881 para albergar la guarnición, se amplió posteriormente hacia el este; completamente abandonado, se encuentra en un estado de profunda descomposición, con algunas partes colapsadas.
El edificio tiene un gran porche prolongado en tres lados.

### Neveras
Desarrolladas sobre una superficie total de unas 275 m², se encuentran en los dos bordes de la "Extensión".
La "Gran Casa de Hielo", casi completamente derrumbada, se encuentra al norte del complejo.
El subterráneo "Ghiacciaia piccola", renovado por el Consorcio, está ubicado al oeste de la villa, en la parte posterior de la "Extensión Sur"; cubierta por una cúpula, se accede a ella por una escalera.

### Parque
El parque regional, establecido en 1982 para bloquear la subdivisión de la propiedad, se desarrolla sobre los primeros relieves apeninos pertenecientes a los municipios de Collecchio y Sala Baganza; cubierta principalmente por bosques atravesados por caminos rectos y curvos, también tiene algunos grandes claros y lagos artificiales, construidos en el siglo XIX según un diseño de Carlo Barvitius.
La parte central junto al Casino, conocida como el "Jardín Monumental", se distingue por la mayor organización de los espacios, donde las amplias praderas se alternan con la espesura de árboles seculares; se puede llegar al complejo por dos entradas monumentales. En esta zona, ocultos por las frondas de encinas, se encuentran los restos de tres pequeños edificios de mampostería, que están modelados estructuralmente sobre las casas, aunque en escala; de hecho tienen una altura correspondiente a 1 m o menos.
El acceso principal desde vía Olma consiste en la gran avenida recta, flanqueada por ejemplares centenarios de cedros del Atlas y libocedras, mezclados con robles, fresnos, fresnos y otros árboles que han crecido espontáneamente; Más allá, más allá de las praderas, emergen del bosque otras plantas ornamentales centenarias, como cipreses, plátanos y cedros del Atlas. En una de estas praderas que bordean la avenida se encuentran las tumbas de algunos príncipes Carrega.
La pradera frente al Casino está atravesada por un camino, bordeado por setos de boj bien cuidados, que conecta la villa con el "Ghetto", desarrollándose paralelo a la "Prolunga"; en el medio destacan un ciprés calvo y un plátano monumental, mientras que cerca de la villa hay algunos grupos de árboles centenarios, entre los que se encuentran fresnos, cedros y plátanos. A poca distancia del Casino, dentro del hayedo de María Amalia situado al sur, se encuentra la cueva del mismo nombre de finales del siglo XVIII, originalmente enriquecida por unas pozas, una pequeña cascada y una serie de juegos de agua, que llegaban a través de tuberías subterráneas. .de una cisterna rectangular, antiguamente también utilizada para la recogida de agua de lluvia.
Delante del "Casinetto" hay un camino recto, bordeado de vegetación espontánea, que conduce al segundo acceso en vía Case Nuove; la puerta de entrada está flanqueada por la "Portineria Ponte Verde", un edificio similar a un chalet alpino utilizado como punto de avituallamiento; el camino continúa hacia el este a lo largo del majestuoso Viale dei Cedri, que conduce a la Villa del Ferlaro.
La parte posterior de la "Prolunga" y el área adyacente a la "Corte rustica" y la "Casa di Pietra" están cubiertas por densos matorrales de árboles espontáneos, entre los que emergen algunos ejemplares centenarios de robles y robles ingleses, que se mezclan con las plantas monumentales de Barvitius, entre las que se encuentran cedros, libocedras, fresnos y, cerca de los caminos, algunos arbustos de boj.

## Nota
1. 1 2 3 4 5 6 7 8 9 10 11 12 13 14 15 16 17  «Descrizione». bbcc.ibc.regione.emilia-romagna.it. Archivado desde el original el 22 de octubre de 2018. Consultado el 30 de septiembre de 2022. |archive-url= y |urlarchivo= redundantes (ayuda)
2. ↑  (Botta, p. 229.)
3. 1 2 3 4 5 6 7 8 9 10 11 12 13 14 15 16 17 18  (PSC, pp. 68-71.)
4. ↑  «Il caseificio di Montecoppe... pag.2». Archivado desde el original el 4 febbraio 2017.
5. 1 2  «Villa del Ferlaro».
6. ↑  «Winbox».
7. ↑  «Residenze ducali di Sala Baganza». marialuigia2016.it. Archivado desde el original el 4 de febrero de 2017. Consultado el 30 de septiembre de 2022.
8. ↑  (Touring Club Italiano, p. 37.)
9. ↑  Cristina Pelagatti. «Casino dei Boschi, gioiello da salvare». www.gazzettadellemilia.it. Archivado desde el original el 30 de mayo de 2018.
10. ↑  «Il Comitato "Salviamo il Casino dei Boschi di Carrega" pensa al futuro». www.gazzettadellemilia.it.
11. ↑  Raffaele Castagno. «Casino dei Boschi di Carrega, il principe cede la proprietà al Fai». parma.repubblica.it.
12. 1 2 3 4 5 6  «Comitato salviamo il Casino dei Boschi di Carrega». iluoghidelcuore.it. Archivado desde el original el 6 febbraio 2017.
13. 1 2  (Città di Sala Baganza, p. 6.)
14. ↑  «Il "Petit Trianon" di Maria Amalia». lehameaudemarieantoinette.blogspot.it.
15. ↑  «Bossi Benigno». Archivado desde el original el 6 febbraio 2017.
16. ↑  «Museo dei boschi e del territorio». turismo.comune.parma.it. Archivado desde el original el 31 de diciembre de 2016. Consultado el 30 de septiembre de 2022.
17. ↑  (PSC, pp. 73-78.)
18. ↑  «Parma - Sala Baganza - boschi di Carrega (Parma)». gianolinibike.it.
19. ↑  «Nuova città di Collecchio».
20. ↑  «"I boschi di Carrega": un polmone verde a due passi dalla città».